# Charles Bossut
Charles Bossut   (Tartaras, 11 d'agost de 1730 - París, 14 de gener de 1814) (conegut també com L'Abbé Bossut) fou un matemàtic francès del segle xviii conegut sobretot pels seus llibres de text.

## Vida
Bossut va néixer al llogaret de Murigneux (terme municipal de Tartaras), fill d'una família pagesa. El seu pare va morir quan només tenia sis mesos i va ser educat per un oncle. Va ingressar al col·legi jesuïta de Lió on va estudiar matemàtiques amb el Père Béraud, qui també va ser professor d'Étienne Montucla i de Lalande.
Entorn de 1747-1748 va marxar a París on va ser acollit per Fontenelle, qui li va presentar D'Alembert de qui fou l'únic veritable deixeble, fins al punt que D'Alembert, quan li preguntaven per aclariments dels seus treballs, contestava invariablement: voyez Bossut!. El 1750 va prendre les ordes menors, pero mai va arribar a ser sacerdot, tot i que va adoptar el tractament honorífic d'Abbé.
El 1752 va obtenir un lloc de professor a l'École du Génie à Mezières (l'escola dels enginyers militars) a la que va romandre vinculat tota la seva vida i en la que va tenir com a deixeble a Gaspard Monge. A partir de 1768, quan va deixar la docència directa i es va traslladar a París, va continuar sent l'examinador dels candidats a l'ingrés en aquesta prestigiosa escola militar, fins que el 1793, amb la Revolució Francesa va ser substituït per Alexandre-Théophile Vandermonde.
Bossut, que havia pres les ordres menors, no es va casar mai i va viure els seus darrers anys en soledat i probablement com un misantrop.

## Obra
La seva obra matemàtica té tres vessants: en hidrodinàmica, en llibres de text de matemàtiques i en història de les matemàtiques.
En la primera d'elles, ja va escriure un primer article el 1769, però el seu gran tractat en la matèria és la Hydrodynamique, editada per primera vegada el 1771, però que es va reeditar nombroses vegades en vida seva. Per a fer el treball experimental, va desenvolupat un gran tanc remolcador d'uns 35 metres de llarg per investigar la força de l'arrossegament, en un intent de derivar una equació general del moviment dels cossos flotants.
En la segona vessant, són nombrosos els llibres de text que va escriure, tant pels alumnes de l'École du Génie com per als candidats al seu ingrés: Cours de mathématiques, Traité élémentaire d'arithmétique, i d'altres. En ells posava l'émfasi en els mètodes analítics, cosa que no havia estat habitual en les escoles militars fins aleshores.
Finalment el seu Essai sur l'histoire générale des mathématiques (1802), tot i ser una obra força documentada, no va tenir el mateix ressò que la història de Montucla.
A més dels seus treballs com matemàtic, el 1779 va publicar en cinc volums la primera edició sencera de les Obres completes de Pascal. Els volums quart i cinquè recullen tota l'obra científica de Pascal i en ells resideix la novetat d'aquesta edició, ja que mai havien estat recollits aquests treballs en un sol volum.